# Перелік оснащення Сухопутних військ Чехії
| Тип                    | Фото  | Виробництво/Країна | Призначення             | Варіант | Кількість | Примітки |
| Танки                  | Танки | Танки              | Танки                   | Танки   | Танки     | Танки |
| ---------------------- | ----- | ------------------ | ----------------------- | ------- | --------- | --- |
| Леопард 2              |       | Німеччина          | Основний бойовий танк   | 2А4     | 5         | Замовлено 87 танків що замінити весь наявний танковий парк з Т-72 які всі будуть відправлені в Україну від 2022 року як допомога у війні проти Російської Федерації |
| Бойова машина піхоти   |       |                    |                         |         |           | |
| Pandur II              |       | Австрія Чехія      | Бойова машина піхотиБМП |         |           | Замовлено 194 БМП |
| Strf 90                |       | Швеція Чехія       | Бойова машина піхотиБМП |         |           | Замовлено 210 БМП |
| MRAP                   |       |                    |                         |         |           | |
| Некстер Тіт            |       | Франція Чехія      | MRAP                    |         | 62        | |
| Iveco LMV              |       | Італія Чехія       | MRAP                    |         | 200       | |
| Динго 2                |       | Німеччина          | MRAP                    |         | 21        | |
| Артилерія              |       |                    |                         |         |           | |
| CAESAR                 |       | Франція Чехія      | самохідна гаубиця       |         |           | Замовлено 62 одиниць, будуть поставлені на озброєння у 2024-2027 році                                                                                               |
| 152-мм vz.77 «Дана»    |       | Чехія              | самохідна гаубиця       |         | 66        | |
| РСЗВ                   |       |                    |                         |         |           | |
| Протиповітряна оборона |       |                    |                         |         |           | |